# Mælde
Mælde (Atriplex) er en slægt med mere end 100 arter, som er udbredt på alle kontinenter – undtagen Antarktis. Slægten indeholder mange planter, som tåler et højt saltindhold i jorden, derunder f.eks. ørken- og strandplanter, men arterne er i øvrigt meget forskellige. 

## Beskrivelse
Mælderne er oftest enårige urter eller stauder, men der findes også både halvbuske og egentlige buske blandt arterne. Stængler og blade er for det meste dækkede af små blærelignende hår, hvad der får dem til se melede eller sølvagtige ud. Stænglerne er furede hos mange arter. Bladene er spredtstillede og kun i ganske få tilfælde modsatte. Blomsterne er enten rent hanlige eller rent hunlige, og de kan være sambo eller særbo. Blomsterne er i grunden 5-tallige, men mange arter har reducerede blomster, og hos nogle er blomsterbladene skjult af et par højblade. Frugterne er flade nødder.

## Arter i Danmark
Her beskrives kun de arter, som er vildtvoksende i Danmark, eller som bliver dyrket her.
- Havemælde (Atriplex hortensis)
- Skønbægret mælde (Atriplex calotheca)
- Spydmælde (Atriplex prostrata)
- Stilkløs kilebæger (Atriplex portulacoides)
- Stilkmælde (Atriplex longipes)
- Stilket kilebæger (Atriplex pedunculata)
- Strandmælde (Atriplex littoralis)
- Svinemælde (Atriplex patula)
- Sølvmælde (Atriplex laciniata)
- Tykbladet mælde (Atriplex glabriuscula)

## Andre arter
- Atriplex alaskensis
- Atriplex amnicola
- Atriplex californica
- Atriplex canescens
- Atriplex confertifolia
- Atriplex coronata
- Atriplex halimus
- Atriplex heterosperma
- Atriplex hymenelytra
- Atriplex lentiformis
- Atriplex micrantha
- Atriplex nitens
- Atriplex nummularia
- Atriplex nuttallii
- Atriplex oblongifolia
- Atriplex polycarpa
- Atriplex praecox
- Atriplex rosea
- Atriplex sagittata
- Atriplex sibirica
- Atriplex tatarica

## Billeder
- Atriplex latifolia
- Atriplex glabriuscula
- Frø af Atriplex patula
- Atriplex rosea
- Atriplex sp